# Dendroseris marginata
Dendroseris marginata es una especie de planta es originaria únicamente de las Islas Juan Fernández de la zona sudeste del Pacífico, alejada de la costa de Chile, que es hogar de la famosa Juania australis y muchas otras plantas endémicas fascinantes.
- Nota: Estudios moleculares recientes[2][3] han conducido a incluir el género Dendroseris en un nuevo concepto ampliado del género Sonchus y, consecuentemente, considerarlo, con todas sus especies, como un mero subgénero de Sonchus.[4][5][6]

## Descripción
Est amenazada por el pastoreo de los animales salvajes y la propagación de malas hierbas introducidas.
Las islas han sido designadas como un parque nacional y reserva de la biosfera y el trabajo se lleva a cabo por CONAF para salvar las plantas nativas.

## Taxonomía
Dendroseris marginata fue descrita por  Hook. & Arn. y publicado en Companion to the Botanical Magazine 1: 32. 1835.
Sinonimia
- Dendroseris macrophylla var. marginata (Bertero ex Decne.) Johow
- Rea marginata Bertero ex Decne.[8]